# جلیل‌کند
جلیل‌کند (به ترکی آذربایجانی: Cəlilkənd) یک روستا و بخش در جمهوری آذربایجان است که در شهرستان شرور واقع شده‌است. جلیل‌کند ۱٬۷۰۱ نفر جمعیت دارد.